# Andrine Sæther
Andrine Sæther (* 7. September 1964 in Oslo) ist eine norwegische Schauspielerin.

## Leben und Karriere

### Theater
Andrine Sæther besuchte von 1992 bis 1995 die Staatliche Theaterakademie (Statens teaterhøgskole) in Oslo. Während ihrer Ausbildung wirkte sie an einem Ibsen-Ring mit und interpretierte dabei mehrere Rollen aus dem Œuvre Henrik Ibsens, unter anderem Hedda Gabler und Gunhild Borkman. In einer separaten Inszenierung trat sie außerdem als Aline in Baumeister Solness auf. Nach dem Ende ihres Studiums erhielt sie sofort ein Engagement an der führenden Bühne Norwegens, dem Nationaltheatret. Hier debütierte sie 1995 als Recha in einer Produktion des Lessing-Dramas Nathan der Weise.
1996 spielte sie in der Regie von Kai Johnsen die Krankenschwester in Jon Fosses Stück Das Kind; die Inszenierung trug dazu bei, Fosse als viel gespielten Gegenwartsdramatiker zu etablieren. Auch in weiteren Fosse-Inszenierungen am Nationaltheatret – Traum im Herbst (1999) und Todesvariationen (2001) – war sie zu sehen. Wiederholt wurde sie in Ibsen-Produktionen eingesetzt. In Klein Eyolf verkörperte sie zunächst Asta (1998), in einer Neuinszenierung dann die Rattenfängerin (2014). Daneben wirkte Andrine Sæther in weiteren Stücken des klassischen Repertoires, etwa von Holberg, Gogol, Strindberg und Tschechow, mit. Im zeitgenössischen Schauspiel Caravan der britischen Dramatikerin Helen Blakeman, das Sæther selbst ins Norwegische übersetzt hatte, übernahm sie den Part der Kim (1999). 2017 brachte ihr eine Rolle in Arne Lygres Schauspiel Lass dich sein eine Nominierung für den norwegischen Theaterpreis Heddaprisen ein. Von 1998 bis 2000 gehörte Andrine Sæther neben ihrer Arbeit als Schauspielerin dem Führungsteam des Torshovteatrets an, das dem Nationaltheatret angeschlossen ist.

### Film
Kurz nach dem Start ihres Engagements am Nationaltheatret begann Sæther auch für Film und Fernsehen zu arbeiten. 1997 debütierte sie als Filmschauspielerin in Pål Sletaunes Tragikomödie Budbringeren, die in Deutschland unter dem Titel Wenn der Postmann gar nicht klingelt in die Kinos kam. Drei Jahre später, 2000, erhielt sie für ihre Mitwirkung am Thriller Evas øye (nach einem Roman von Karin Fossum) eine Nominierung für den Amanda-Filmpreis. Im selben Jahr wurde sie auch für ihre Leistung im international lancierten Film Sofies Welt, nach dem gleichnamigen Bestseller von Jostein Gaarder, nominiert. 2012 spielte Sæther erstmals in einem Film des Regisseurs Dag Johan Haugerud mit (Som du ser meg). Die Zusammenarbeit führte zu weiteren Filmen, so etwa zum Drama Oslo-Stories: Träume, das 2025 mit dem Hauptpreis der Berlinale ausgezeichnet wurde. 2020 verkörperte sie in einer Verfilmung des Vesaas-Klassikers Fuglane die Figur der Hege.
Andrine Sæther war außerdem in mehreren Fernsehserien zu sehen, so etwa im Krimi-Mehrteiler Mammon, der auch auf ARD und arte ausgestrahlt wurde. In Norwegen ist Sæther nicht zuletzt für ihre Mitwirkung an der Serie Berlinerpoplene (2007; nach der populären Romanserie Das Lügenhaus von Anne B. Ragde) bekannt. Für ihre Verkörperung der Torunn gewann sie den Fernsehpreis Gullruten.
Andrine Sæther ist seit 2005 mit dem Musiker Lars Lillo-Stenberg verheiratet.

## Auszeichnungen
Heddaprisen
- 2017: Nominierung in der Kategorie „Beste Mitspielerin“ (für Lass dich sein)

Amanda
- 2000: Nominierung in der Kategorie Beste Hauptdarstellerin (für Evas øye und Sofies Welt)
- 2002: Nominierung in der Kategorie Beste Hauptdarstellerin (für Tiden før Tim)

Gullruten
- 2008: „Beste Schauspielerin“ (für Berlinerpoplene)

## Filmografie (Auswahl)
- 1997: Wenn der Postmann gar nicht klingelt (Budbringeren)
- 1998: Nur Wolken bewegen die Sterne
- 1999: Evas øye
- 1999: Sofies Welt
- 2001: Amatørene
- 2002: Tiden før Tim (TV-Serie)
- 2007: Berlinerpoplene (TV-Serie)
- 2010: The Liverpool Goalie oder: Wie man die Schulzeit überlebt!
- 2012: Som du ser meg
- 2014: Mammon (TV-Serie)
- 2019: Barn
- 2019: Fuglane
- 2020: Lyset fra sjokoladefabrikken
- 2024: Oslo-Stories: Träume (Drømmer)